# Tiszahát
A Tiszahát tájegység a Tisza mellett, a Szatmári-síkság északkeleti szögletében.

## Leírása
Tiszahát a Tisza jobb- és balparti széles szegélye, mely négy részből; a Szatmári Tiszahátból, a Beregi-Tiszahátból, a Szabolcsi Tiszahátból és az Ungi Tiszahátból áll.
- Szatmári-Tiszahát - a Tisza Tiszabecstől Záhonyig terjedő bal partja.

- Beregi-Tiszahát - a Tisza Szatmári Tiszaháttal szemben fekvő jobb partja, a Beregi-síkság déli és keleti részén..

- Szabolcsi Tiszahát - a Tisza bal partja Tiszaeszlár és Polgár között.

- Ungi Tiszahát - a Tiszától északra, a Latorca, Laborc és Ung folyók medrei közt elterülő terület.